# Estrées-lès-Crécy
Estrées-lès-Crécy – miejscowość i gmina we Francji, w regionie Hauts-de-France, w departamencie Somma.
Według danych na rok 2011 gminę zamieszkiwało 389 osób, a gęstość zaludnienia wynosiła 35 osób/km² (wśród 2293 gmin Pikardii Estrées-lès-Crécy plasuje się na 648. miejscu pod względem liczby ludności, natomiast pod względem powierzchni na miejscu 383.).